# Collins Cottages Historic District
Der Collins Cottages Historic District ist ein im National Register of Historic Places eingetragener Historic District in Eastham im Bundesstaat Massachusetts der Vereinigten Staaten. Er umfasst insgesamt neun zur historischen Bedeutung beitragende Bauwerke (sog. Contributing Properties) sowie vier weitere Objekte.

## Allgemeines
Der Distrikt befindet sich im südöstlichen Teil von Eastham auf der Ostseite des U.S. Highway 6, der dem bereits zu Kolonialzeiten angelegten Old King’s Highway folgt. Eastham ist die älteste Stadt am Lower Cape Cod, aus der unter anderem die heute nördlich und südlich angrenzenden Städte Orleans und Wellfleet hervorgingen. Im Osten wird Eastham vom Atlantik, im Westen durch die Cape Cod Bay begrenzt.
Der Collins Cottages Historic District belegt einen keilförmigen, 2,7 Acres (1,1 ha) großen Bereich vom Highway bis hinunter zum Ozean. Der NRHP-Eintrag umfasst insgesamt 13 Objekte, von denen neun – sieben Wohnhäuser, eine Ufermauer und ein Gebäude zur Fischverarbeitung – als zur historischen Relevanz beitragend bewertet wurden. Die übrigen, aufgrund ihres zu jungen Alters nicht zur Relevanz beitragenden Objekte bestehen aus einer Garage, zwei hölzernen Kais und einer Bootsrampe.

## Beschreibung des Distrikts

### Contributing Properties

#### Wohnhäuser
Namensgebend für den Distrikt sind sieben von der Familie Collins Wohnhäuser (englisch cottages) aus dem 20. Jahrhundert. Sechs davon wurden 1928 und 1929 gebaut, das siebte folgte 1946. Während die ersten sechs versetzt zueinander angeordnet sind, sodass jedes eine freie Sicht auf den Ozean hat, musste das letzte Gebäude vom Ufer zurückgesetzt platziert werden und hat heute keine freie Sicht mehr auf das Meer, da diese von der Garage und Haus Nr. 6 blockiert wird.
Die in einheitlicher Bauweise im Stil des American Arts and Crafts Movement aus Holz errichteten Wohnhäuser sind ein Stockwerk hoch, verfügen über eine flache Dachneigung und sind mit Holzschindeln verkleidet. Die meisten der zum Bau der Häuser verwendeten Materialien wurden zum einen von einer Hühnerfarm übernommen, die zuvor auf dem Grundstück stand, zum anderen stammen sie von der ehemaligen Naval Air Station Chatham.
Die Häuser 2 bis 6 besitzen ausladende, zum Ausgleich der Böschung auf Pfählen gestützte Verandas auf der Ozeanseite. Die Cottages unterscheiden sich trotz ihrer grundsätzlichen Ähnlichkeit vor allem im Hinblick auf die Dachform, Innengestaltung und Raumaufteilung sowie durch eine unterschiedliche Zahl und Position von Gebäudeflügeln. So verfügen beispielsweise die beiden kleinsten Häuser Nummer 6 und 7 über lediglich zwei Schlafzimmer, während die anderen drei Zimmer dieser Art besitzen.
Die Wohnhäuser wurden auf die Bedürfnisse von Urlaubern ausgelegt, die dort nur eine kurze Zeit wohnen. Die meisten, auf den Parkplatz des Hauses ausgerichteten Eingangsbereiche führen unmittelbar in die Küche, sodass Einkäufe nicht weit getragen werden müssen. Die abgeschirmten Verandas bieten gute Sicht auf das Meer und vergrößern zugleich den Wohnbereich der Häuser, die alle über eine große, steinerne Feuerstelle verfügen.

#### Weitere Objekte
Die 1936 aus Feldsteinen errichtete Ufermauer grenzt den Distrikt zum Strand hin ab. Mit einer Höhe von 18 in (457,2 mm) und einer Breite von 12 in (304,8 mm) dient sie zugleich als Stützmauer zur Verhinderung von Bodenerosion und zum Schutz gegen die Wellen des Ozeans.
Das 1940 errichtete Gebäude in der nordöstlichen Ecke des Distrikts steht unmittelbar am Ufer und wird bis heute dazu genutzt, die vor der Küste gefangenen Schalentiere auszunehmen und für den Verkauf vorzubereiten. Das kleine, einstöckige Haus harmoniert in seinem Erscheinungsbild mit den Wohnhäusern des Distrikts.

### Noncontributing Properties
Zwischen den Häusern Nummer 6 und 7 befindet sich die 1958 errichtete Garage, die analog zu den Wohnhäusern aus Holz besteht und mit Holzschindeln verkleidet ist. Sie bietet Platz für vier Fahrzeuge und fügt sich optisch in die Umgebung ein, trägt jedoch aufgrund ihres geringen Alters nicht zur Relevanz des Distrikts bei. Die beiden hölzernen Kais stehen im nördlichen Drittel des Distrikts in einer schmalen Litoralzone und dienen im Wesentlichen der Anbindung der Fischerboote an das Verarbeitungsgebäude. Die Bootsrampe wurde aus Beton gegossen und befindet sich im südwestlichen Bereich des Distrikts.

## Historische Bedeutung
Die Wohnhäuser des Distrikts wurden von Lewis Henry Collins und seinem Sohn Bernard C. Collins errichtet, die das Grundstück John Stubbs abkauften, der dort zuvor nebenberuflich eine Hühnerfarm betrieb. Aufgrund ihrer strategisch günstigen Lage unmittelbar am U.S. Highway 6 verfügen die Gebäude sowohl über eine hervorragende Verkehrsanbindung als auch über einen unverbaubaren Blick auf die Bucht Town Cove.
Bernard Collins lebte mit seiner Familie zwanzig Jahre lang in Boston, wo er das Unternehmen J.A. Stubbs Shellfish Co. leitete. Sein Vater kaufte Schalentiere am gesamten Cape Cod und schickte sie zu seinem Sohn, dessen Unternehmen viele Restaurants belieferte. Einige der Schalentiere stammten auch aus der Town Cove, wo die Familie entsprechende Fanglizenzen besaß.
1938 kehrte Bernard mit seiner Familie nach Eastham zurück und übernahm das Management der Cottages, die bereits über eine breite Stammkundschaft verfügten, sowie die Schalentierfischerei. Sie bauten das Haus Nr. 1 erheblich um und vergrößerten es, um ganzjährig dort wohnen zu können. Bis 1940 wurden die Tiere im Keller dieses Hauses verarbeitet, bevor dazu ein gesondertes Gebäude errichtet wurde. Der Umbau, der trotz seines Umfangs den Charakter des Hauses erhalten hat, wird als Teil der Entwicklung des Gebietes und damit als unschädlich für die historische Relevanz angesehen. Bernard Collins engagierte sich politisch und war unter anderem Gründungsmitglied der Eastham Historical Society.
Die Collins Cottages repräsentieren die ersten Beispiele eines Trends, aus dem das heutige Erscheinungsbild des Cape Cod hervorging. Kolonien dieser Art lösten gemeinsam mit Motels die großen Hotels des späten 19. und frühen 20. Jahrhunderts ab. Typischerweise bestehen diese Siedlungen aus kleineren, ausschließlich für eine temporäre Nutzung ausgelegten Wohnhäusern oder Hütten, die von einem einzigen Gebäude aus verwaltet werden, in dem der Manager oder auch der Eigentümer der Anlage zum Teil selbst wohnt. Da sie lediglich als Übernachtungsmöglichkeit konzipiert wurden, machen sie im Vergleich mit heutigen Standards einen eher spartanischen Eindruck.
Nach dem Erfolg der Collins Cottages wurden in Eastham viele weitere Siedlungen dieser Art errichtet, vor allem in der Nähe des Highways, in der Nähe von Seen sowie unmittelbar an der Küste. Die Häuser im heutigen historischen Distrikt zählen zu den wenigen noch aus dieser Zeit stammenden und gut erhaltenen Gebäuden. In einigen Fällen kamen drei Generationen einer Familie jeden Sommer zu Besuch, und ein Mieter verbrachte 50 Jahre in Folge seinen Urlaub in der Kolonie.